# Нартов, Андрей Андреевич
Андре́й Андре́евич На́ртов (1737—1813) — деятель Русского Просвещения, писатель и переводчик, действительный тайный советник, президент Берг-коллегии, один из основателей, секретарь и президент Вольного экономического общества.

## Семья
Родился в Санкт-Петербурге в семье Андрея Константиновича Нартова (1693—1756), служившего в токарне Петра I.

## Биография
В 1746—1750 годах обучался в немецком и латинском классах Академической гимназии. В 1750—1755 годах продолжил образование в шляхетском (кадетском) корпусе, где участвовал в деятельности основанного А. П. Сумароковым «Общества любителей российской словесности».
В 1755 году Нартов был выпущен из корпуса, получил чин поручика армии (1755) и был оставлен при отце «для обучения секретных его инвенций» в области артиллерии. После смерти отца ему было поручено «производство при морской артиллерии в орудиях секретной зачинки».
Для новой русской сцены открывшегося в 1755 году императорского театра написал пьесу, переводил комедии Сан-Фуа, Детуша, Гольдберга. С середины 1750-х годов сотрудничал в ряде журналов («Ежемесячные сочинения», «Трудолюбивая пчела», «Праздное время» и другие), приобрёл известность как переводчик.
В 1762—1765 годах Нартову было поручено обучение цесаревича Павла Петровича переводам. В 1763 году был произведён в подполковники артиллерии. В 1764—1765 годах был одним из организаторов Вольного экономического общества (ВЭО), его первым секретарём (1765—1778, 1787—1797), а потом и его президентом.
В 1767 году — депутат Уложенной комиссии от Монетного департамента. В 1766—1777 годах — член Монетного департамента, а в 1777—1781 годах — вице-президент Берг-коллегии, директор Горного Училища (1777—1783, 1796).
С 1781 года — вице-президент, а в 1796—1798 годах — президент Берг-коллегии, С 1794 года — почётный член Петербургской Академии художеств (1794) и Академии наук (специализация: Литератор, переводчик, избран: 15 декабря 1796 года).
С 3 января 1797 года — президент Вольного экономического общества. Первоначально президентство было предложено князю А. Б. Куракину, но он отказался «по недостатку времени» и предложил А. А. Нартова, «яко ревностного и трудолюбием своим всему Общества известного сочлена». Кроме этого, в 1801 году он был назначен президентом Академии Российской.
Скончался А. А. Нартов 2 (14) апреля 1813 года в чине действительного тайного советника (с 1807), не оставив после себя никаких средств и был похоронен на Смоленском православном кладбище на средства Вольного экономического общества.
Был женат на княжне Елизавете Петровне Мещерской, внучке генерал-лейтенанта князя С. Ф. Мещерского.

## Награды
- Орден Даннеброг (1783, Hvid ridder, королевство Дания)
- Орден Святой Анны 1-й степени (15 сентября 1801)[2]

## Труды
В молодости Нартов печатал стихи. Писал статьи, которые публиковались в сборниках Академии Российской, а также в Трудах Вольного Экономического общества. Участвовал в переводе путешествий Анахарсиса (Ч. I, 1804). Перевел на русский язык «Минералогию» Лемана, «Металлургию» Скополи, а также несколько французских и немецких пьес (трагедий и комедий). В издательстве Имп. Акад. наук около 1788 г. (по выходным данным — в 1762 г.) вышел его перевод военного трактата прусского короля Фридриха Великого «Его величества короля прусского Наставление о военном искусстве к своим генералам», снабженный предисловием переводчика.  В актах Академии наук помещены его минералогические записки, писанные на французском языке. Автор речей. Собственные сочинения:
- Ода на восшествие на престол императрицы Екатерины II (1762)
- Эпистола к верным сынам отечества (1762)
- К северным сынам отечества (1762)
- Речь в чрезвычайном собрании вольного экономического общества (1797)
- Речь в Императорской Академии Наук (1804)
- Рассказы о Петре Великом (по авторской рукописи)
- О посеве леса // Труды Императорского Вольного Экономического Общества. Ч. 1. — СПб., 1765. — С. 28—35.

## Вклад в развитие лесоводства
Нартова по праву считают основоположником российского лесоводства, в «Трудах Вольного экономического общества» он напечатал ряд статей, в том числе и на лесоводственные темы: «О посеве леса», «О здешних деревьях и кустах, которые годны в садах к аллеям и шпалерникам», «О красильных деревьях, кустарниках и травах», «О газе, добываемом при жжении дров», «Об удобрении земли жженой известью», «О климате». Впервые установил (1765) принцип размещения древесных пород в зависимости от топографии местности и почвенно-грунтовых условий. В связи с развитием в России кораблестроения предложил конкретную лесоводственную технологию, обеспечивающую получение мачтового леса. Содействовал развитию горного дела в стране.